# The Living Daylights (videogioco)
The Living Daylights (titolo completo: James Bond 007 in The Living Daylights: The Computer Game) è un videogioco basato sul film 007 - Zona pericolo, sviluppato da Sculptured Software e pubblicato da Domark nel 1987 per numerosi home computer a 8 bit.
Era prevista una versione per il computer a 16 bit Amiga, ma non risulta uscita.

## Modalità di gioco
Il gioco consiste in otto livelli a scorrimento orizzontale, con visuale di profilo e effetto della profondità, ciascuno ispirato a una scena del film. Il giocatore controlla James Bond che corre orizzontalmente ed evita gli ostacoli, saltando quelli bassi e rotolando sotto quelli alti. Sullo sfondo spuntano ogni tanto gli avversari, scagnozzi del mercante d'armi Brad Whitaker, e Bond deve colpirli prima che possano fare fuoco. Per sparare, Bond si ferma e appare un mirino che il giocatore può muovere su tutto lo sfondo. Bond ha più vite e per ciascuna una barra di energia, che decresce quando i nemici sparano o quando si inciampa in un ostacolo.
L'arma standard di Bond è la pistola Walther PPK con munizioni illimitate, ma all'inizio di ogni livello (tranne il primo, che in realtà rappresenta un addestramento con proiettili di vernice) si può selezionare un'altra arma o attrezzatura nel laboratorio di Q. Tuttavia solo una è veramente utilizzabile in ogni livello; se si sceglie quella giusta sarà d'aiuto nel superamento del livello, mentre se si sceglie un'arma sbagliata Bond potrà contare solo sulla Walther PPK.
Gli otto livelli, poco differenti come meccanica di gioco, sono:
1. Gibilterra: una missione di addestramento, ma tra gli agenti con armi finte si nasconde un cecchino vero.
2. Conservatorio Lenin di Bratislava: bisogna aiutare il generale Koskov a fuggire. Sono presenti anche civili innocui da non colpire. Koskov corre sempre appresso a Bond, ma non partecipa attivamente.
3. Oleodotto: un impianto petrolifero, qui gli ostacoli sono le tubazioni e c'è sempre Koskov da portare in salvo.
4. Villa in Gran Bretagna: il sicario Necros cerca di riprendere Koskov. Oltre ai soliti tiratori si affronta un elicottero e Necros che lancia bottiglie di latte esplosive.
5. Vienna: un livello a schermata fissa, ambientato in un luna park; bisogna centrare i palloncini letali inviati da Necros.
6. Tangeri: si corre e salta sopra i tetti.
7. Base militare: un complesso sovietico in Afghanistan, anche qui sono presenti elicotteri.
8. Casa di Whitaker: una sorta di museo militare, comprende lo scontro finale con Whitaker.